# Adrenalina (Senhit)
Adrenalina è un singolo della cantante italiana Senhit, pubblicato l'8 marzo 2021 su etichetta discografica Panini.
Il brano è stato selezionato per rappresentare San Marino all'Eurovision Song Contest 2021.

## Descrizione
Senhit era stata inizialmente selezionata per rappresentare San Marino all'Eurovision Song Contest 2020 con la canzone Freaky!, prima della cancellazione dell'evento. A maggio 2020 l'emittente radiotelevisiva San Marino RTV l'ha riselezionata internamente per l'edizione successiva. Adrenalina, che vede la partecipazione non accreditata del rapper statunitense Flo Rida, è stato selezionato come brano sammarinese per l'Eurovision Song Contest 2021 ed è stato confermato il 7 marzo 2021 in concomitanza con il suo video musicale; la sua pubblicazione commerciale sulle piattaforme digitali è avvenuta il giorno seguente.
Nel maggio 2021, dopo essersi qualificati dalla seconda semifinale, Senhit e Flo Rida si sono esibiti nella finale eurovisiva a Rotterdam, dove si sono piazzati al 22º posto su 26 partecipanti con 50 punti totalizzati.

## Tracce
Testi e musiche di Chanel Tukia, Tramar Dillard, Jimmy Thörnfeldt, Joy Deb, Kenny Silverdique, Linnea Deb, Malou Linn, Eloise Ruotsalainen, Senhit Zadik Zadik, Suzi Pancenkov, Thomas Stengaard.
1. Adrenalina – 2:51

Versione con Flo Rida
1. Adrenalina (feat. Flo Rida) – 2:59

## Classifiche
| Classifica (2021) | Posizione massima |
| ----------------- | ----------------- |
| Belgio (Fiandre)  | 79                |
| Grecia            | 66                |
| Islanda           | 33                |
| Lituania          | 39                |
| Paesi Bassi       | 79                |
| Svezia            | 80                |